# 2. British Rock Meeting
Das 2. British Rock Meeting war ein Musikfestival mit 50.000 bis 100.000 Besuchern, das vom 20. bis 22. Mai 1972 auf der Insel Grün bei Germersheim stattfand.

## Vorgeschichte
Veranstalter der Festivals waren Marcel Avram und Marek Lieberberg von Mama Concerts. Als Nachfolger des British Rock Meetings im Jahr 1971 in Speyer war es bereits Monate vor dem Termin angekündigt, das Unternehmen jedoch erst sehr spät angemeldet worden. Die Oberen der Stadt Germersheim erfuhren somit erst nach Anlaufen des Kartenvorverkaufs davon und verboten es umgehend. Aufgrund der Erkenntnis, dass der Massenansturm der Besucher nicht mehr zu bremsen und die Durchführung des Festivals somit das kleinere Übel sei, wurde das Verbot am 18. Mai wieder aufgehoben.

## Ablauf
Sechzigtausend Jugendliche und viele GIs reisten zum Festival an. Die Polizei hatte Schwierigkeiten, die Verkehrslage in den Griff zu bekommen, die Fahrzeuge der Bands kamen nicht immer problemlos durch. Die einzige, knapp fünf Meter breite Zufahrtsstraße war beidseitig von parkenden Autos gesäumt.
Nicht alle der angekündigten Gruppen erschienen tatsächlich, darunter die als Headliner vorgesehenen The Faces. Dafür trat unangekündigt Wishbone Ash auf. Pink Floyd, Ekseption, Wishbone Ash, Karthago und Home wurden vom Publikum gefeiert, The Strawbs, Atomic Rooster, Frumpy, Family und andere kamen weniger gut an. Die Kinks standen sichtlich betrunken auf der Bühne, die Uriah Heep wegen Dosenbewurf vorzeitig verlassen musste.
Als Ordner wurden von den Veranstaltern Mitglieder des Bones MC engagiert.
Für die Auftretenden gab es weder eine Garderobe noch einen Toilettenwagen, Wohnwagen nur für prominente Gruppen wie Pink Floyd und Beggar’s Opera. Inga Rumpf beklagte sich, die deutschen Musiker würden benachteiligt, sie müssten stets als erste spielen und hätten keine Möglichkeit, sich auf den Auftritt vorzubereiten.
Die zweiteilige Bühne wurde von englischen Bühnenmanagern und Tontechnikern aufgebaut. Die martialisch auftretenden Bühnenordner waren mit Eisenketten, feststehenden Messern, Stahlrohren und Schlagringen bewaffnet, durch sie entstanden mehrere blutige Zwischenfälle. Das Wiesengelände, auf dem ein Teil der Besucher – auch unmittelbar vor der Bühne – zeltete, war morastig. Die nahe der Bühne stehenden Zelte behinderten Besucher und wirkten sich negativ auf die Akustik aus. Bereits in der Mitte des Geländes war die Musik nur noch schwer wahrzunehmen. Die Toilettenwagen standen gegenüber der Bühne am anderen Ende des Platzes, dort befanden sich auch die Wasserstellen.
Mehr als dreihundert Personen mussten aufgrund von Drogenproblemen ins Krankenhaus gebracht werden, 1200 weitere wurden, oft wegen Fußverletzungen durch Glassplitter, ambulant behandelt.
Einer Pressemitteilung vom darauf folgenden Dienstag entsprechend hätten die Germersheimer Bürger „ob der Invasion von Langhaarigen ihre Häuser nicht verlassen“. Der Bürgermeister äußerte sich zufrieden über das Verhalten der Besucher, es gäbe keine Zwischenfälle zu vermelden.

## US-amerikanische Soldaten
Die amerikanische Armee unterstützte zunächst die Veranstaltung von Rockfestivals im Rhein-Main-Gebiet, darunter auch das 2. British Rock Meeting. Die GIs konnten Eintrittskarten an Vorverkaufsstellen im Armeegelände erwerben, der Soldatensender AFN warb dafür, Busfahrten von den Kasernen zum Konzert wurden organisiert. Die Soldaten machten durchschnittlich 50 bis 70 Prozent der Festivalbesucher aus. Im Sommer 1973 wurde diese Zusammenarbeit von der US-Army aufgekündigt. Mit der Begründung „ohne unser amerikanisches Stammpublikum wäre der ganze Aufwand für die Katz“ sagte Lieberberg ein drittes British Rock Meeting kurzfristig ab.

## Bands
A. R. & Machines, Abacus, Amon Düül II, Atomic Rooster, Beggars Opera, Buddy Miles Express, Curved Air, Ekseption, Eloy, Family, Frumpy, Rory Gallagher, Guru Guru, Home, Humble Pie, The Incredible String Band, Karthago, The Kinks, Linda Lewis, Lindisfarne, Albert Mangelsdorff, Max Merrit, Milkwood, Nazareth, Osibisa, Pacific Gas & Electric, Tom Paxton, Pink Floyd, Quiver, Sam Apple Pie, The Spencer Davis Group, Status Quo, Strawbs, Uriah Heep, Wind, Wishbone Ash